# دوري السنغال الممتاز 1981
دوري السنغال الممتاز 1981 هو الموسم الـ 18 من دوري السنغال الممتاز. كان عدد الأندية المشاركة فيه 14، وفاز فيه US Gorée ‏.